# Kíevka (Stàvropol)
|  | Per a altres significats, vegeu «Kíevka». |

Kíevka (en rus: Киевка) és un poble del krai de Stàvropol, a Rússia, que el 2019 tenia 1.774 habitants. Pertany al districte rural de Dívnoie.